# Barrio de Peralvillo

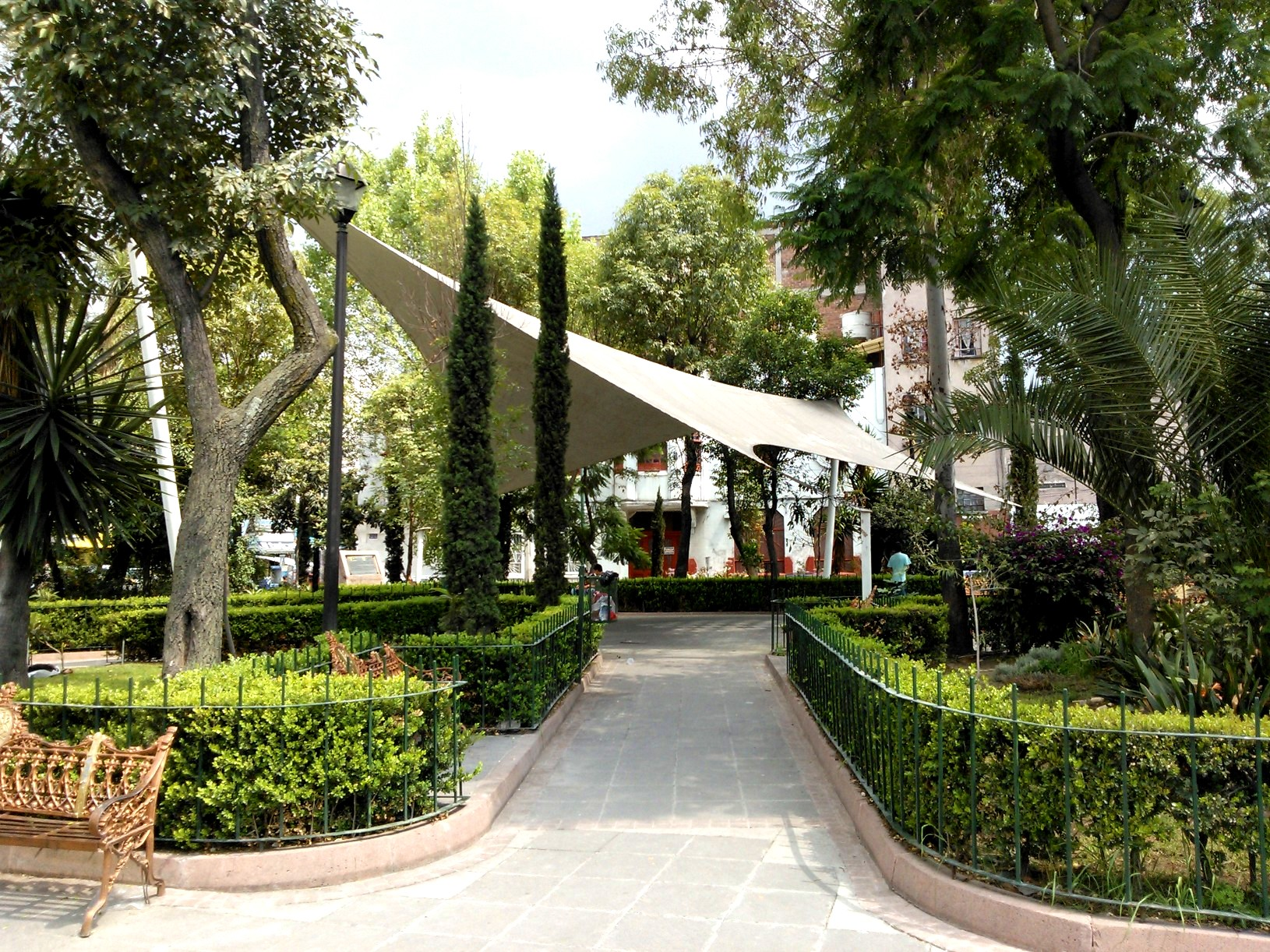
Plaza de Santa Ana

Peralvillo es un barrio histórico de la Ciudad de México, ubicado en la alcaldía Cuauhtémoc . Durante los dos primeros siglos del periodo colonial fue conocido como Santa Ana Atenantitech. Era considerado la puerta de la ciudad al norte, ya que en este lugar se encontraba la Garita que marcaba el límite de la ciudad y más allá de ella se extendía la zona conocida como los llanos de peralvillo y comenzaba el camino hacia la Villa de Guadalupe.

## Ubicación
Actualmente se conserva solo una pequeña parte del barrio y sus límites son el Paseo de la Reforma al poniente, la calle Jesús Carranza al oriente, el Eje 2 Manuel González al Norte y la calle libertad al sur.  Limita al sur con el Barrio de la Lagunilla, al este con el barrio de Tepito y al oeste con la colonia Guerrero, barrios con los que comparte identidad e historia. No se debe confundir con las colonias Ex hipódromo de Peralvillo y Peralvillo, que fueron fundadas en el siglo XX.

## Etimología
El nombre prehispánico del barrio era Atenantitech, que significa bordo de piedra en náhuatl. No se tiene registro del porqué se le empezó a conocer como Peralvillo a mediados del siglo XVIII. Peralvillo es una pedanía de Miguelturra, en España, donde la Santa Hermandad tenía facultades para ejecutar a salteadores de caminos y criminales que operaban en el camino real de Toledo. Dichas ejecuciones se llevaban a cabo en un lugar conocido como el cerro de los palos. En la célebre novela Don Quijote de la Mancha aparece una breve referencia a ese lugar:

Tápenme, respondió Sancho-; pues no quieren que me encomiende a Dios ni que sea encomendado, ¿que mucho que tema no ande por aquí alguna región de diablos, que den con nosotros en Peralbillo?
 Don Quijote de la Mancha

## Historia

### Periodo prehispánico y colonial
El lugar donde se ubica tiene su origen en el barrio prehispánico de Atenantitech, el cual pertenecía a la ciudad de Tlatelolco. Después de la conquista fue conocido como Santa Ana Atenantitech y se incorporó a la jurisdicción de la Parcialidad de Santiago Tlatelolco. En el lugar se fundó una ermita dedicada a Santa Ana de Nazaret, que funcionaba como visita del convento franciscano de Santiago Tlatelolco. Durante los dos primeros siglos del periodo colonial fue poblado principalmente por indígenas y mestizos que no tenían cabida en la traza española, por lo que a lo largo de su historia generalmente ha sido considerado como una de las zonas más pobres de la ciudad.
Durante la gran inundación de 1629 las construcciones del barrio fueron arrasadas por las aguas y la población sobreviviente fue severamente diezmada por las epidemias posteriores. A mediados del siglo XVIII se da un auge en el consumo del pulque y las autoridades establecen en la zona la garita o aduana que cobraba los impuestos de esta bebida al entrar a la ciudad. A la garita llegaban las recuas provenientes de las haciendas pulqueras de Tlaxcala y del Valle de Apan, lo cual propició el crecimiento de la zona, estableciéndose mesones y negocios que ofrecían diversos servicios para los arrieros y comerciantes que llegaban a la Garita.

### SigloXIX
En 1820 el Virrey Juan Ruiz de Apodaca jura la constitución de Cádiz, la cual establece la igualdad de derechos entre peninsulares y americanos y por tanto ordena la abolición de las parcialidades y su integración como ayuntamientos españoles. Un año después se proclama la Independencia de México, pero la situación de las parcialidades no cambió. Las parcialidades de Santiago Tlatelolco y San Juan Tenochtitlán y sus juzgados fueron abolidas y el barrio de Peralvillo y los demás barrios adyacentes a la ciudad por el lado fueron incorporados al Ayuntamiento de México quien se encargaría de su administración. El 27 de noviembre de 1824 el congreso emitió un decreto por el cual los bienes que pertenecían a las parcialidades se entregan a los pueblos que las formaban como propiedad que les pertenece y los bienes comunes de los barrios adyacentes a la ciudad pasaron al ayuntamiento de México.
Al respecto del barrio de mediados del siglo XIX, Guillermo Prieto escribió:

"...Por Peralvillo revivía en mi mente el activísimo tráfico de areneros, caleros, etc.; mesones, corredores de semillas, y en la garita, llamada en los tiempos pasados del Pulque , por hacerse allí las grandes introducciones del licor de Xochitl; las jamaicas y toros en los corrales que servían para que esperasen el registro los atajos de las haciendas de los Llanos de Apam".

Con la llegada al poder de Porfirio Díaz, el país experimentó una estabilidad económica y política sin precedentes y las principales ciudades del país se beneficiaron de la construcción de nueva infraestructura promovida por la nueva aristocracia compuesta de políticos, latifundistas y militares; El barrio de Peralvillo experimentó en este periodo un auge que duró 30 años y que una vez agotado nunca volvió. Se perforaron pozos artesianos y se realizaron obras hidráulicas que resolvieron el histórico problema del agua en la zona, lo que propició el establecimiento de fábricas en la parte sur del barrio, de las que destacaron la fundidora Talleres del coro y la fábrica de vitrales de Claudio Pellandini. En 1882 se inauguró al noroeste del barrio el hipódromo de Peralvillo, fundado por un grupo de socios pertenecientes a la nueva aristocracia del país y el cual sería un referente de la zona durante los siguientes veinte años hasta su cierre en 1910.
Al respecto del auge del barrio durante este periodo, el científico y escritor Manuel Rivera Cambas escribió:

"...El barrio se mejora diariamente, la introducción de agua de la Villa de Guadalupe, la cercanía de dos estaciones del ferrocarril y la vecindad del hipódromo, así como la vecindad en el de personajes influentes en la marcha pública de los negocios, le han dado ya mucho auge, cada día mejora y en consecuencia la parroquia de Santa Ana crece en interés e importancia".

En 1884, poco tiempo después de la inauguración del hipódromo, el afamado arquitecto Antonio Rivas Mercado construyó en el barrio una mansión para el entonces presidente de México Manuel González, quien se encontraba en su último año de mandato y se avecindó en Peralvillo aprovechando la cercanía con el flamante hipódromo y la estación de tren de Santiago Tlatelolco, construida también en 1884 por el arquitecto Rivas Mercado, la cual le permitía estar al tanto de su hacienda de Chapingo, a la cual el presidente le tenía gran aprecio y que también fue remodelada por Antonio Rivas Mercado.
En julio de 1895 abrió sus puertas en el edificio de la actual calle Comonfort 48, la fábrica del empresario Suizo Claudio Pellandini, este complejo industrial de 12,000 metros cuadrados, albergaba talleres dedicados a la elaboración de vidrios, vitrales, espejos, esculturas de bronce, mármol y terracota, así como grabados y fotografías. La Casa Pellandini alcanzó tal importancia que fue reconocida como la única representante de la fábrica Francesa Saint-Gobain en México.

### SigloXX
En 1910 se inaugura en los terrenos de la hacienda de la condesa de Miravalle un nuevo hipódromo, y el hipódromo de Peralvillo es desmantelado en 1913 y alrededor de 1920 se establece en los terrenos un asentamiento popular dirigido por el fotógrafo y revolucionario Jesús Abitia y el maestro de obras Agustín Garrido. El 17 de octubre de 1926 el asentamiento fue formalizado como colonia por el presidente Plutarco Elías Calles, quien cede los derechos de los terrenos a los colonos para fundar la colonia ex Hipódromo de Peralvillo.
En 1964 se realizó la apertura del paseo de la reforma en el tramo de avenida hidalgo a la garita de Peralvillo y se mutiló al barrio en su parte oeste, dicha apertura afectó también al edificio de la garita, de la cual solo se conserva una mínima parte.

## Patrimonio

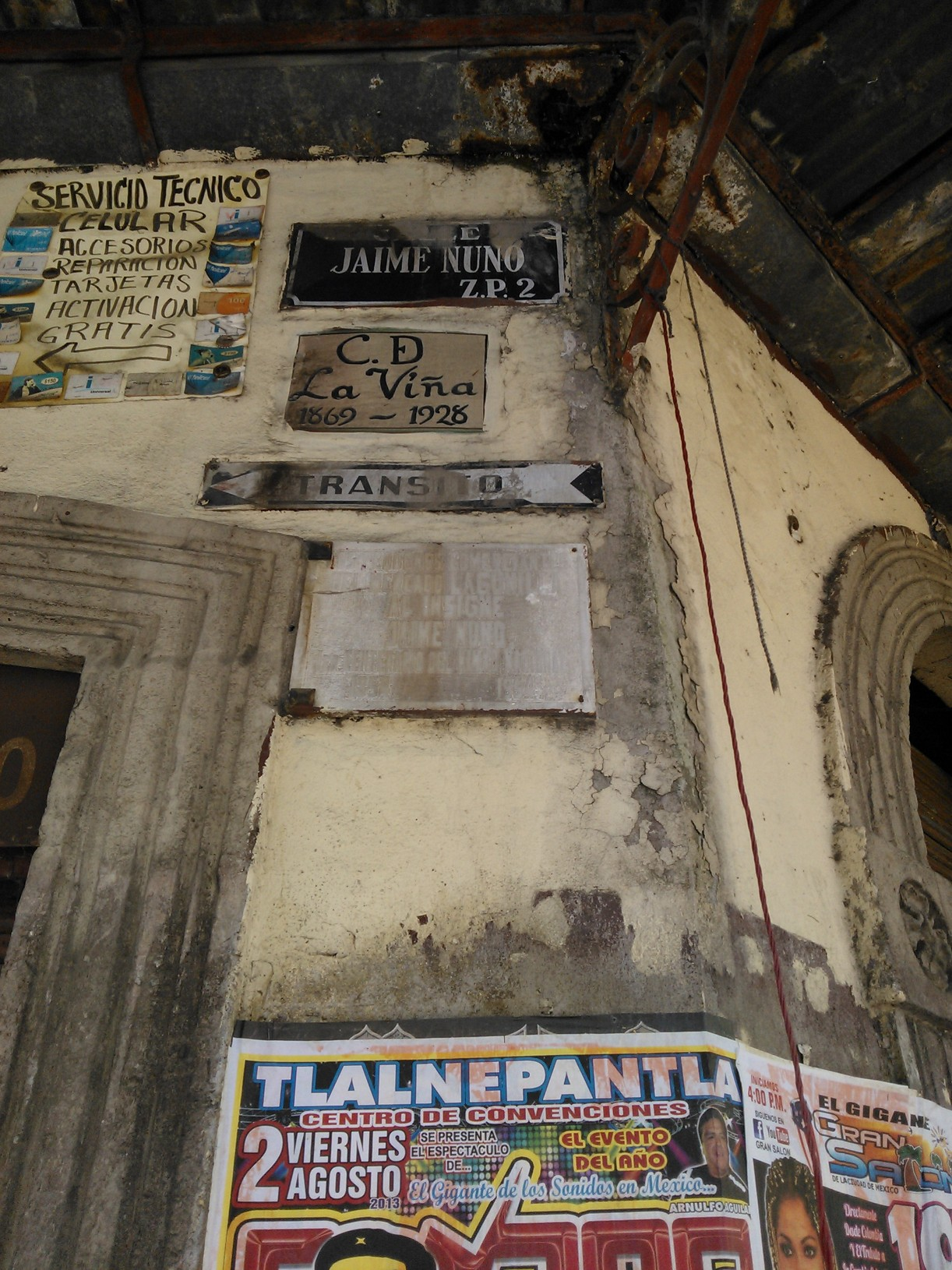
El barrio de peralvillo y el perímetro A del Centro Histórico comparten la misma señalización, pero la del barrio está muy deteriorada

El barrio de Peralvillo alberga varios edificios históricos, ya que históricamente ha formado parte de la antigua Ciudad de México. Desgraciadamente y al igual que otros barrios históricos, fue excluido de la declaratoria de Centro Histórico de la Ciudad de México en 1980 y en 1987 de la declaratoria de patrimonio de la humanidad por la UNESCO.
De los monumentos históricos del barrio sobresalen los edificios coloniales de la Garita de Peralvillo –actualmente sede del museo indígena– y la histórica  Parroquia de santa Ana, ambos construidos a mediados del siglo XVIII.
También forman un patrimonio histórico importante los edificios que albergaron fábricas a finales del siglo XIX y principios del XX, de los cuales se conservan el edificio de la Calle Bocanegra 73 que albergó a la fundidora Talleres del Coro y que abarca un área de 5 500 metros cuadrados. El edificio está catalogado como monumento histórico fabril y actualmente es sede de la Casa de la Música Mexicana. De los edificios que pertenecieron a esta fábrica se conservan sobre la calle Comonfort 54-58 un conjunto de casas originalmente destinado a albergar a empleados de alto rango de la fábrica.
Otro importante edificio industrial patrimonial es el ubicado en Comonfort 48, que albergó desde finales del siglo XIX a los talleres de vidrios y vitrales de Claudio Pellandini, actualmente se encuentra fraccionado y en gran parte deteriorado.
Destaca también en la esquina de las calles Nunó y Comonfort una casa conocida como la “casa del administrador” que fue parte de una fábrica demolida en el año 2001 para establecer una unidad habitacional. Actualmente es sede de una casa de cultura.
Sobre avenida Peralvillo se ubican varias casas consideradas monumentos históricos entre las que destacan el número 24 que es una casa colonial del siglo XVIII, el número 15 –donde vivó Jaime Nunó– y la ubicada en la esquina de la calle Jaime Nunó, donde nació Mariano Matamoros
.
En materia de monumentos artísticos, destaca el Edificio Marina, un buen ejemplo del estilo art decó, que se ubica en la esquina de las calles Peralvillo y constancia.

## Residentes Famosos
- Víctor Cordero Aurrecoechea (1914 - 1983) Compositor mexicano, vivió en la calle Matamoros 82.
- Manuel González Flores (1833 - 1893) Destacado militar y político mexicano, Presidente de México entre 1880 y 1884. Fue decisivo en las batallas en las que participó durante la Segunda intervención francesa en México.
- Mariano Matamoros (1770 - 1814) Sacerdote liberal, héroe de la guerra de Independencia de México.

## Algunos sitios de interés
- Parroquia de santa Ana
- Plaza de santa Ana
- Garita de Peralvillo (museo indígena)
- Galería José María Velasco
- Casa de la música mexicana
- Mercado de antigüedades

## Galería
|                         |
| Parroquia de Santa Ana. |

|                                            |
| Talleres de vitrales de Claudio Pellandini |

|                                                                    |
| Interior de los talleres de Claudio Pellandini, en deterioro total |

|                 |
| Edificio Marina |

|                                          |
| Casa colonial del siglo XVIII, en ruinas |

|                                         |
| Casas de la fundidora Talleres del coro |

|                        |
| Casa del Administrador |

|                            |
| Casa de la Música Mexicana |

|                         |
| Mercado de antigüedades |